# Иль де Франс (лайнер)
«Иль де Франс» (фр. Île-de-France) — французский океанский лайнер, построенный в Сен-Назере, Франция для «Компании женераль трансатлантик» («Френч Лайн»). Судно было первым капитальным океанским лайнером, построенным после окончания Первой мировой войны и было первым лайнером декорированным в стиле ар-деко. Он не был ни крупнейшим судном, ни самым быстрым судном, но его считали самым изысканным судном, построенным «Френч Лайн» до лайнера «Нормандия».

## Строительство

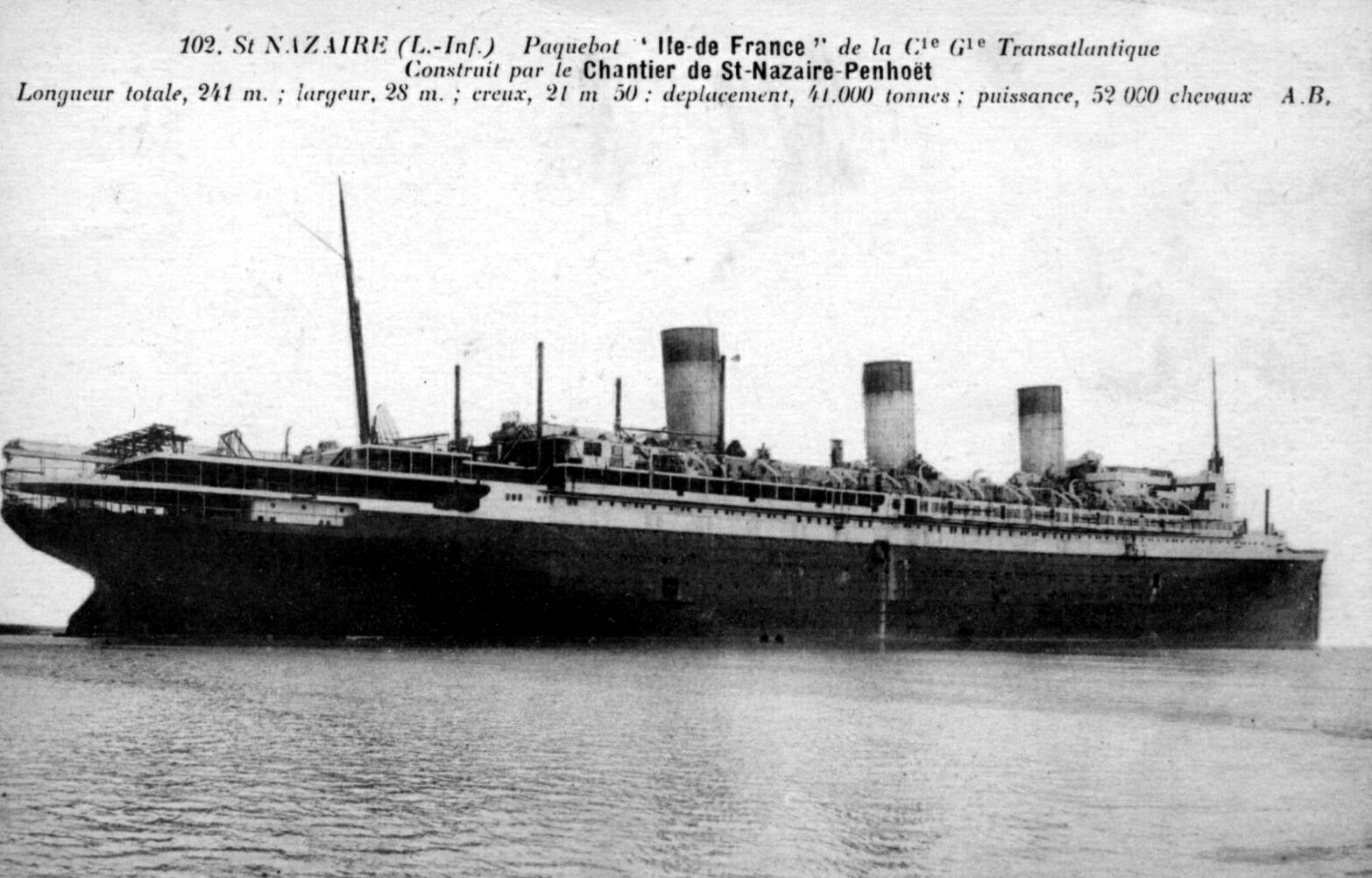
Лайнер на стадии отделки

Строительство «Иль де Франс» было частью соглашения между «Френч Лайн» и французским правительством, датированного ноябрём 1912 года. В соглашении говорилось о строительстве четырёх лайнеров, первыми двумя из которых должны были быть «Париж» и «Иль де Франс». В связи с Первой мировой войной строительство было отложено до 1920-х. «Париж», спущенный на воду в 1916 году не вводили в состав флота до 1921 года, а «Иль де Франс» до 1927 года. «Иль де Франс» был спущен на воду 14 марта 1926 года на верфи Penhoët и приветствовался тысячами французов. Четырнадцать месяцев судно отделывали, и 29 мая 1927 года новый лайнер отправился на морские испытания.

## Интерьер
В 1926 году «Френч Лайн» выпустила буклет, полностью посвящённый новому флагману. На иллюстрациях были изображены огромные общественные помещения. Также на нём были изображены пассажиры на обширной солнечной палубе.
В прошлом суда подражали «стилю берега». На лайнерах как «Мавритания» «Олимпик» и «Император» преобладали стили дворцов.
В отличие от этого, интерьеры «Иль де Франс» представляли нечто новое. Впервые, пассажирские помещения не напоминали интерьеры дворцов начала XX века, а соответствовали современным тенденциям.
Судно было современным. Обеденный зал первого класса не был пафосным и роскошным. Ещё никогда общественные помещения не были такими простыми, но в то же время такими привлекательными. Столовая была также крупнейшей на плаву, проходила через три палубы и в ней была большая лестница для доступа.
В дополнение к роскошной столовой, была также часовня в неоготическом стиле, холл, проходивший через 4 палубы, тир, спортивный зал и даже карусель для младших пассажиров. В каждой каюте была кровать вместо койки. Поскольку каждая из главных пассажирских компаний впоследствии планировала свои следующие лайнеры, одним из первых шагов было посетить этот новый, задающий тенденции лайнер.

## Первое плавание и ранняя карьера

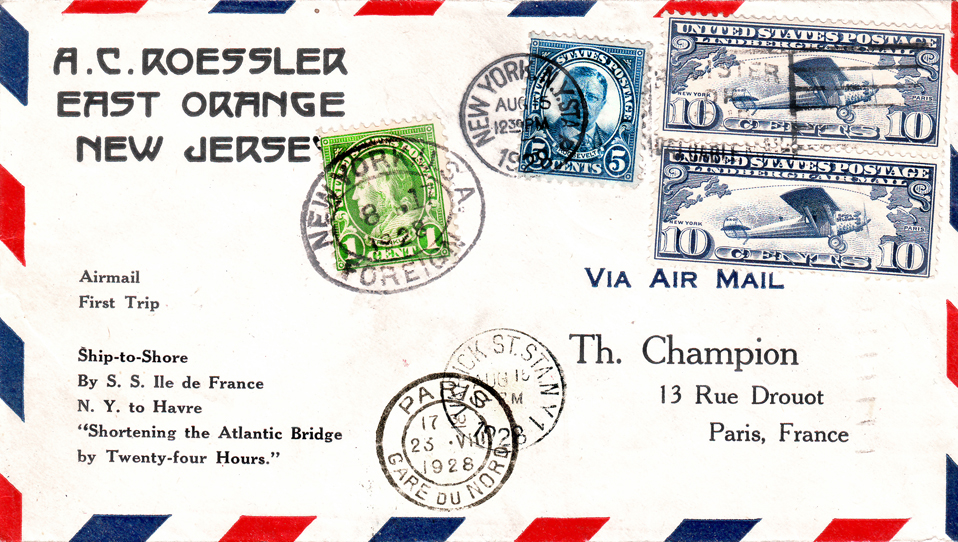
Письмо из первого груза катапультного самолёта «корабль — берег», август 1928 года

После морских испытаний, 5 июня 1927 года «Иль де Франс» прибыл в свой порт приписки — Гавр. На следующей неделе, тысячи репортёров и французских граждан пришли на пирс, чтобы посмотреть на новый флагман Франции. Интерьеры судна в стиле ар-деко были сенсацией, и реакция прессы на посещения была отражена в благоприятных обзорах на следующей неделе.
22 июня 1927 года «Иль де Франс» отправился из Гавра в Нью-Йорк в свой первый рейс. По прибытии в Нью-Йорк лайнеру было уделено все внимание американской прессы, а тысячи людей переполнили доки только для того, чтобы хоть одним глазом увидеть новый флагман «Френч Лайн».
С пассажировместимостью в 1786 пассажиров, «Иль де Франс» как и его компаньоны «Париж» и «Франция», стал крайне популярным. Политики, аристократы, бизнесмены, актеры и спортсмены бывали на судне в определённое время. Капитан Жозеф Бланкар и старший стюард Анри Виллар фактически принимали мировую богему на своём судне.
Со вкладом, сделанным этим роскошным судном, «Френч Лайн» закончила 1928 год рекордными доходами. Впервые денежные поступления компании превысили миллиард франков, и половина из этого пришла с нью-йоркского маршрута, по которому компания перевезла более чем 90 000 пассажиров. Популярность судна была такой, что к 1935 году, на судне было больше пассажиров первого класса, чем на любом другом трансатлантическом лайнере.
Пассажиры обратили на лайнер своё пристальное внимание, и судно стали выбирать для путешествий молодые, стильные и знаменитые люди (особенно американцы). Но они выбирали лайнер не из-за скорости, ведь она была примерно такой же, как и у «Аквитании» 1914 года, да и размерами судно не поражало.
Даже при том, что «Иль де Франс» не был самым большим или самым быстрым судном в мире, почту он доставлял быстрее всех на североатлантическом маршруте. В июле 1928 года на корме судна была установлена катапульта с самолётом, которые взлетал, когда лайнер был примерно в 200 милях от берега. Таким образом компания сократила доставку почты на день. Но эта практика оказалась слишком дорогостоящей, и в октябре 1930 года катапульта была удалена.
В 1935 году к «Иль де Франс» и «Парижу» присоединялся новый лайнер «Нормандия». С этими тремя судами «Френч Лайн» могла хвастаться о наличии самого большого, самого быстрого и самого роскошного из всех судов на североатлантическом маршруте.
Но этому не суждено было длиться долго. «Френч Лайн» потрясли два трагичных события: первое произошло 18 апреля 1939 года, когда «Париж» сгорел в Гавре. Второе случилось 1 сентября 1939 года, когда Нацистская Германия вторглась в Польшу, начав тем самым Вторую мировую войну и положив конец трансатлантическому судоходству.

## Вторая мировая война
Когда началась Вторая мировая война, «Иль де Франс» был поставлен на прикол в Нью-Йорке.
Так как Франция не стремилась вернуть себе своё судно, «Иль де Франс» отбуксировали к Статен-Айленду. Его команда была уменьшена с 800 человек до 100 на время пятимесячной стоянки. Тогда в течение марта 1940 года, под командой британского адмиралтейства, которому лайнер был одолжен, на судно было погружено 12 000 тонн военных материалов, топлива, резервуаров, снарядов, и нескольких неупакованных бомбардировщиков, которые были размещены на палубах кормовой части. 1 мая 1940 года «Иль де Франс» отбыл в Европу, перекрашенный в серый и чёрный цвета.
Оттуда судно направилось в Сингапур, где, после оккупации Франции Германией, оно было официально реквизировано Великобританией. Лайнер участвовал в переброске австралийских войск в Европу, приняв за раз более 4тыс. человек. В конце 1941 года судно ушло в Нью-Йорк, где на верфи Todd Shipyards после 120-дневной перестройки его вместимость была увеличена до 9700 человек.
Всего за годы войны лайнер перевёз 626 000 человек.

## Послевоенная карьера и упадок
Осенью 1945 года «Иль де Франс» был возвращён «Френч Лайн» после пятилетней военной службы в Великобритании. В честь его военных подвигов одному из британских локомотивов было дано имя «Compagnie Générale Transatlantique».
Сначала «Иль де Франс» использовался как транспорт для перевозки американских и канадских солдат домой. Только в апреле 1947 года лайнер отправился на верфь в Сен-Назер для восстановления и модернизации.
Результатом изменений стало удаление третьей трубы-муляжа и заострение носовой части корпуса как у «Нормандии». Это был новый стиль «Френч Лайн». Эти изменения увеличили брутто-тоннаж лайнера до 44 356. Он прибыл в Нью-Йорк во время первого послевоенного рейса в июле 1949 года. «Иль де Франс», как оказалось, был столь же популярен как и перед войной. В 1950 году у него появился достойный компаньон – «Либертэ», бывший немецкий лайнер-рекордсмен «Европа».

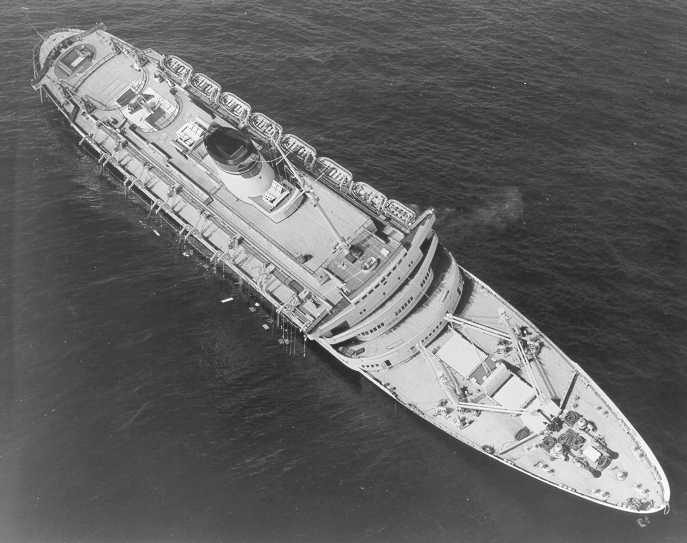
«Андреа Дориа»

25 июля 1956 года «Иль де Франс» сыграл важную роль в спасательной операции близ Нью-Йорка, когда итальянский лайнер «Андреа Дориа» столкнулся со шведским лайнером «Стокгольм». Из 1 706 пассажиров и команды «Андреа Дориа», приблизительно 750 были спасены шлюпками «Иль де Франс». За это «Иль де Франс» получила звание «героическое судно»
Когда на трансатлантическом маршруте стали доминировать авиаперевозки, «Френч Лайн» решила по-тихому отправить судно на слом и в 1959 году продала лайнер японской компании по разделке судов. 16 февраля 1959 года «Иль де Франс» в последний раз покинул Гавр. Русский и советский писатель Константин Паустовский в своём парижском очерке описывал то впечатление, которое произвело это событие во Франции:
Когда он уходил в последний рейс в Нагасаки, весь
Гавр пришёл в порт проводить морского ветерана. Под прощальные гудки всех пароходов «Иль-де-Франс» вышел в океан. Десятки буксиров и сотни лодок сопровождали его до плавучего маяка. В парижских газетах появились траурные заголовки: «Иль-де-Франс» идёт умирать!» Старые моряки плакали. Лет пятьдесят тому назад этот пароход был гордостью Франции и считался чудом кораблестроения.
Перед разборкой лайнер был использован как плавучие декорации для фильма-катастрофы 1960 года «Последнее путешествие». В фильме лайнер назывался «Клэридон», а первая труба была сброшена на рубку. Во время съёмок судно частично затопили и установили несколько бомб внутри корабля.
«Френч Лайн» подала на кинопроизводителей в суд с требованием изменить цвета труб и не упоминать имя судна в титрах.
Ресторан на девятом этаже универмага «Итон» в Монреале, Канада был разработан на основе ресторана первого класса на борту судна. Жена владельца универмага путешествовала на лайнере, и когда её спросили в каком стиле сделать ресторан, она ответила что хотела бы, чтобы ресторан был в стиле лайнера «Иль де Франс».